# Cormohipparion
Cormohipparion is een geslacht van uitgestorven paarden uit het Mioceen en Plioceen van Noord- en Midden-Amerika.

## Fossiele vondsten
Fossielen van Cormohipparion zijn gevonden in de Verenigde Staten, Mexico, Honduras, El Salvador, Costa Rica en Panama. De vondsten dateren van 16 tot 3,6 miljoen jaar geleden uit de North American Land Mammal Ages Barstovian, Clarendonian, Hemphillian en Blancan. C. goorisi uit het Vroeg-Barstovian is de oudst bekende soort met fossiele vondsten in Texas en Florida. C. emsliei is de enige soort die tot in het Plioceen overleefde. Fossielen van deze soort zijn gevonden in Florida. Vondsten uit Eurazië zijn wel aan Cormohipparion toegeschreven, maar die classificatie geldt als twijfelachtig.

## Kenmerken
Cormohipparion was een drietenig paard. Het was een grazer. Cormohipparion had het formaat van een middelgroot edelhert (C. ingenuum, 139 kilogram) tot dat van een wilde ezel (C. plicatile, 214 kilogram).